# Passo di Dukla
Il passo di Dukla (in slovacco: Dukliansky priesmyk, in polacco: Przełęcz Dukielska; 502 m s.l.m.) è un valico montano dei Carpazi.

## Descrizione

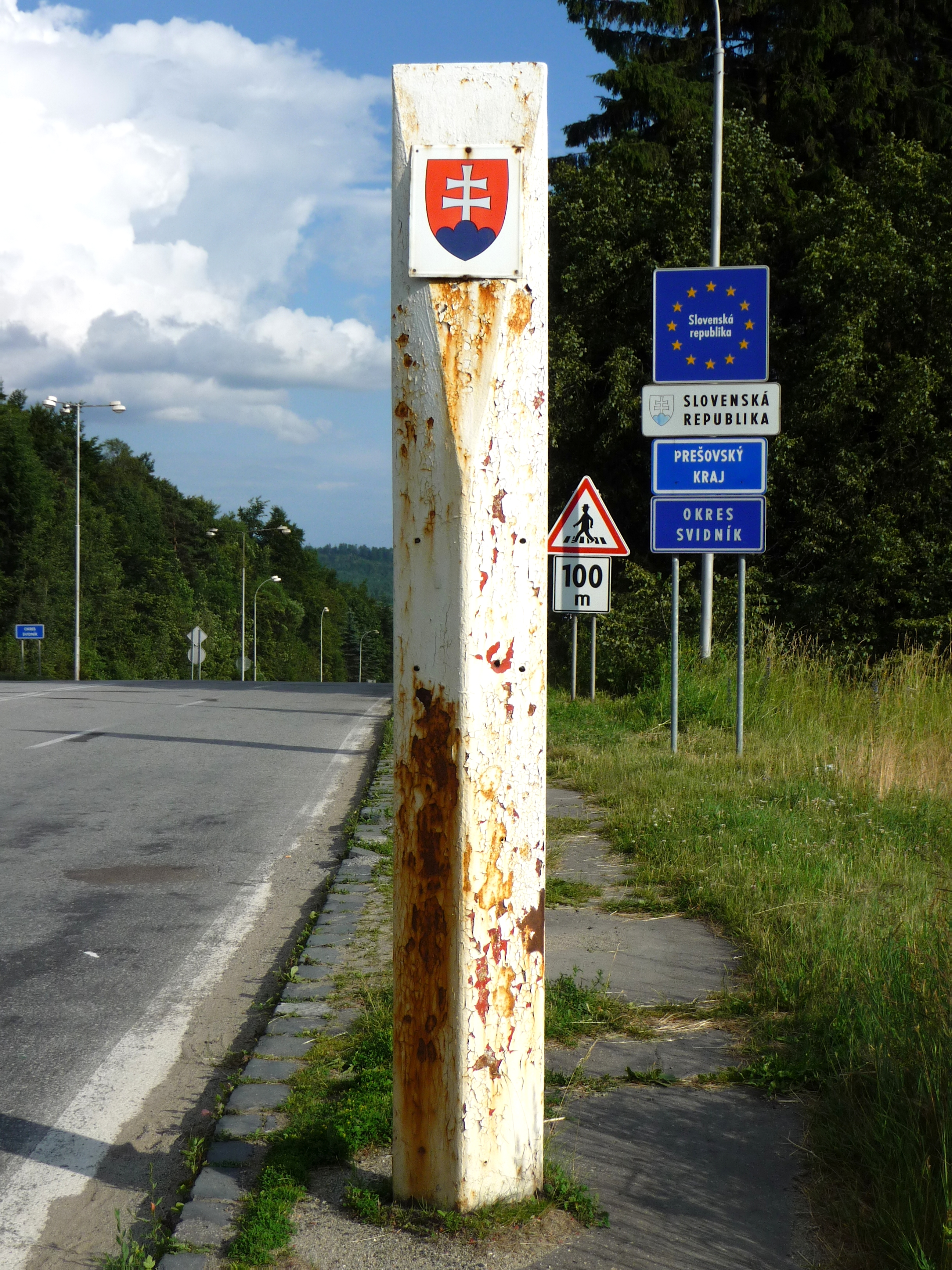
Il confine

Il colle è strategicamente significativo e si trova sulla catena montuosa dei Carpazi ai confine tra Polonia e Slovacchia, presso il confine occidentale dell'Ucraina. È il valico montano più basso dei Carpazi; si trova a sud di Dukla, in Polonia, e a nord-est di Prešov, in Slovacchia. Il passo di Dukla è noto come l'area in cui si incontrano le culture degli slavi occidentali e orientali.
Il passo di Dukla fu il teatro di alcune battaglie svoltesi sul fronte orientale sia della prima che della seconda guerra mondiale (battaglia del Passo di Dukla).